# HD 164824
HD 164824，又名BD+33 3009，SAO 66562、HR 6737，是一颗恒星，视星等为6.15，位于銀經59.41，銀緯24.26，其B1900.0坐标为赤經17h 57m 56.1s，赤緯+33° 24.26′ 40″。